# 萨拉斯科
萨拉斯科（義大利語：Salasco），是意大利韦尔切利省的一个市镇。总面积12平方公里，人口236人，人口密度19.7人/平方公里（2009年）。ISTAT代码为002126。